# Danh sách Đệ Nhất Phu nhân Hoa Kỳ
Đệ Nhất Phu nhân Hoa Kỳ là chức danh không chính thức dành cho bà chủ Nhà Trắng, và thường vị trí này thuộc về phu nhân Tổng thống Hoa Kỳ.
Cũng có những phụ nữ, không phải phu nhân tổng thống, phục vụ trong cương vị Đệ Nhất Phu nhân, do tổng thống còn độc thân hoặc góa vợ, hoặc khi phu nhân tổng thống không thể hoặc không muốn thực thi nhiệm vụ của Đệ Nhất Phu nhân. Khi ấy, vị trí này được dành cho một phụ nữ là người thân hoặc bạn của tổng thống.

## Các Đệ Nhất Phu nhân Hoa Kỳ
Danh sách này bao gồm tất cả những người từng là Đệ Nhất phu nhân, bất kể họ đã kết hôn với Tổng thống đương nhiệm hay chưa, cũng như những người được coi là hành động như Đệ Nhất phu nhân bởi trang web chính thức của Nhà Trắng và Hiệp hội lịch sử Nhà Trắng.
| Thứ tự theo đời Tổng thống | Đệ Nhất Phu nhân                   | Chân dung | Quan hệ với Tổng thống                          | Bắt đầu              | Kết thúc             |
| -------------------------- | ---------------------------------- | --------- | ----------------------------------------------- | -------------------- | -------------------- |
| 1                          | Martha Dandridge Custis Washington |           | vợ của George Washington                        | 30 tháng 4 năm 1789  | 4 tháng 3 năm 1797   |
| 2                          | Abigail Smith Adams                |           | vợ của John Adams                               | 4 tháng 3 năm 1797   | 4 tháng 3 năm 1801   |
| 3                          | Martha Jefferson Randolph*         |           | con gái của tổng thống góa vợ Thomas Jefferson  | 4 tháng 3 năm 1801   | 4 tháng 3 năm 1809   |
| 4                          | Dolley Madison*                    |           | vợ của James Madison                            | 4 tháng 3 năm 1809   | 4 tháng 3 năm 1817   |
| 5                          | Elizabeth Kortright Monroe         |           | vợ của James Monroe                             | 4 tháng 3 năm 1817   | 4 tháng 3 năm 1825   |
| 6                          | Louisa Catherine Johnson Adams     |           | vợ của John Quincy Adams                        | 4 tháng 3 năm 1825   | 4 tháng 3 năm 1829   |
| 7                          | Emily Donelson*                    |           | cháu gái của tổng thống góa vợ Andrew Jackson   | 4 tháng 3 năm 1829   | 19 tháng 12 năm 1836 |
| 7                          | Sarah Yorke Jackson*               |           | con dâu của tổng thống góa vợ Andrew Jackson    | 26 tháng 11 năm 1834 | 4 tháng 3 năm 1837   |
| 8                          | bỏ trống                           | bỏ trống  | bỏ trống                                        | 4 tháng 3 năm 1837   | 27 tháng 11 năm 1838 |
| 8                          | Angelica Van Buren                 |           | con dâu của tổng thống góa vợ Martin Van Buren  | 27 tháng 11 năm 1838 | 4 tháng 3 năm 1841   |
| 9                          | Anna Tuthill Symmes Harrison       |           | vợ vắng mặt của William Henry Harrison          | 4 tháng 3 năm 1841   | 4 tháng 4 năm 1841   |
| 9                          | Jane Irwin Harrison*               |           | con dâu của William Henry Harrison              | 4 tháng 3 năm 1841   | 4 tháng 4 năm 1841   |
| 10                         | Letitia Christian Tyler            |           | vợ thứ nhất của John Tyler                      | 4 tháng 4 năm 1841   | 10 tháng 9 năm 1842  |
| 10                         | Priscilla Cooper Tyler*            |           | con dâu của tổng thống góa vợ John Tyler        | 10 tháng 9 năm 1842  | 26 tháng 6 năm 1844  |
| 10                         | Julia Gardiner Tyler               |           | vợ thứ hai của John Tyler                       | 26 tháng 6 năm 1844  | 4 tháng 3 năm 1845   |
| 11                         | Sarah Childress Polk               |           | vợ của James K. Polk                            | 4 tháng 3 năm 1845   | 4 tháng 3 năm 1849   |
| 12                         | Margaret Mackall Smith Taylor      |           | vợ của Zachary Taylor                           | 4 tháng 3 năm 1849   | 9 tháng 7 năm 1850   |
| 13                         | Abigail Powers Fillmore            |           | vợ của Millard Fillmore                         | 9 tháng 7 năm 1850   | 4 tháng 3 năm 1853   |
| 14                         | Jane Means Appleton Pierce         |           | vợ của Franklin Pierce                          | 4 tháng 3 năm 1853   | 4 tháng 3 năm 1857   |
| 15                         | Harriet Lane*                      |           | cháu gái của tổng thống độc thân James Buchanan | 4 tháng 3 năm 1857   | 4 tháng 3 năm 1861   |
| 16                         | Mary Todd Lincoln                  |           | vợ của Abraham Lincoln                          | 4 tháng 3 năm 1861   | 15 tháng 4 năm 1865  |
| 17                         | Eliza McCardle Johnson             |           | vợ của Andrew Johnson                           | 15 tháng 4 năm 1865  | 4 tháng 3 năm 1869   |
| 18                         | Julia Dent Grant                   |           | vợ của Ulysses S. Grant                         | 4 tháng 3 năm 1869   | 4 tháng 3 năm 1877   |
| 19                         | Lucy Ware Webb Hayes               |           | vợ của Rutherford B. Hayes                      | 4 tháng 3 năm 1877   | 4 tháng 3 năm 1881   |
| 20                         | Lucretia Rudolph Garfield          |           | vợ của James A. Garfield                        | 4 tháng 3 năm 1881   | 19 tháng 9 năm 1881  |
| 21                         | Mary McElroy*                      |           | em gái của tổng thống góa vợ Chester A. Arthur  | 19 tháng 9 năm 1881  | 4 tháng 3 năm 1885   |
| 22                         | Rose Cleveland*                    |           | em gái của tổng thống độc thân Grover Cleveland | 4 tháng 3 năm 1885   | 2 tháng 6 năm 1886   |
| 22                         | Frances Folsom Cleveland           |           | vợ của Grover Cleveland                         | 2 tháng 6 năm 1886   | 4 tháng 3 năm 1889   |
| 23                         | Caroline Lavinia Scott Harrison    |           | vợ của Benjamin Harrison                        | 4 tháng 3 năm 1889   | 25 tháng 10 năm 1892 |
| 23                         | Mary Harrison McKee*               |           | con gái của tổng thống góa vợ Benjamin Harrison | 25 tháng 10 năm 1892 | 4 tháng 3 năm 1893   |
| 24                         | Frances Folsom Cleveland           |           | vợ của Grover Cleveland                         | 4 tháng 3 năm 1893   | 4 tháng 3 năm 1897   |
| 25                         | Ida Saxton McKinley                |           | vợ của William McKinley                         | 4 tháng 3 năm 1897   | 14 tháng 9 năm 1901  |
| 26                         | Edith Kermit Carow Roosevelt       |           | vợ của Theodore Roosevelt                       | 14 tháng 9 năm 1901  | 4 tháng 3 năm 1909   |
| 27                         | Helen Herron Taft                  |           | vợ của William Howard Taft                      | 4 tháng 3 năm 1909   | 4 tháng 3 năm 1913   |
| 28                         | Ellen Louise Axson Wilson          |           | vợ thứ nhất của Woodrow Wilson                  | 4 tháng 3 năm 1913   | 6 tháng 8 năm 1914   |
| 28                         | Margaret Wilson*                   |           | con gái của tổng thống góa vợ Woodrow Wilson    | 6 tháng 8 năm 1914   | 18 tháng 12 năm 1915 |
| 28                         | Edith Bolling Galt Wilson          |           | vợ thứ hai của Woodrow Wilson                   | 18 tháng 12 năm 1915 | 4 tháng 3 năm 1921   |
| 29                         | Florence Kling Harding             |           | vợ của Warren G. Harding                        | 4 tháng 3 năm 1921   | 3 tháng 8 năm 1923   |
| 30                         | Grace Anna Goodhue Coolidge        |           | vợ của Calvin Coolidge                          | 3 tháng 8 năm 1923   | 4 tháng 3 năm 1929   |
| 31                         | Lou Henry Hoover                   |           | vợ của Herbert Hoover                           | 4 tháng 3 năm 1929   | 4 tháng 3 năm 1933   |
| 32                         | Anna Eleanor Roosevelt             |           | vợ của Franklin D. Roosevelt                    | 4 tháng 3 năm 1933   | 12 tháng 4 năm 1945  |
| 33                         | Elizabeth Virginia Wallace Truman  |           | vợ của Harry S. Truman                          | 12 tháng 4 năm 1945  | 20 tháng 1 năm 1953  |
| 34                         | Mamie Eisenhower                   |           | vợ của Dwight D. Eisenhower                     | 20 tháng 1 năm 1953  | 20 tháng 1 năm 1961  |
| 35                         | Jacqueline Kennedy                 |           | vợ của John F. Kennedy                          | 20 tháng 1 năm 1961  | 22 tháng 11 năm 1963 |
| 36                         | Claudia Taylor Johnson             |           | vợ của Lyndon B. Johnson                        | 22 tháng 11 năm 1963 | 20 tháng 1 năm 1969  |
| 37                         | Patricia Ryan Nixon                |           | vợ của Richard Milhous Nixon                    | 20 tháng 1 năm 1969  | 9 tháng 8 năm 1974   |
| 38                         | Betty Bloomer Ford                 |           | vợ của Gerald R. Ford                           | 9 tháng 8 năm 1974   | 20 tháng 1 năm 1977  |
| 39                         | Rosalynn Smith Carter              |           | vợ của Jimmy Carter                             | 20 tháng 1 năm 1977  | 20 tháng 1 năm 1981  |
| 40                         | Nancy Davis Reagan                 |           | vợ của Ronald Reagan                            | 20 tháng 1 năm 1981  | 20 tháng 1 năm 1989  |
| 41                         | Barbara Pierce Bush                |           | vợ của George H. W. Bush                        | 20 tháng 1 năm 1989  | 20 tháng 1 năm 1993  |
| 42                         | Hillary Rodham Clinton             |           | vợ của Bill Clinton                             | 20 tháng 1 năm 1993  | 20 tháng 1 năm 2001  |
| 43                         | Laura Welch Bush                   |           | vợ của George W. Bush                           | 20 tháng 1 năm 2001  | 20 tháng 1 năm 2009  |
| 44                         | Michelle Robinson Obama            |           | vợ của Barack Obama                             | 20 tháng 1 năm 2009  | 20 tháng 1 năm 2017  |
| 45                         | Melania Knauss Trump               |           | vợ của Donald Trump                             | 20 tháng 1 năm 2017  | 20 tháng 1 năm 2021  |
| 46                         | Jill Tracy Jacobs Biden            |           | vợ của Joe Biden                                | 20 tháng 1 năm 2021  | 20 tháng 1 năm 2025  |
| 47                         | Melania Knauss Trump               |           | vợ của Donald Trump                             | 20 tháng 1 năm 2025  | Đương nhiệm          |